# NGC 2864
NGC 2864 (również PGC 26644) – galaktyka spiralna z poprzeczką (SBcr), znajdująca się w gwiazdozbiorze Hydry. Odkrył ją Albert Marth 6 marca 1864 roku.